# Реймонд Міндлін
Реймонд Девід Міндлін (англ. Raymond David Mindlin; 17 вересня 1906 — 22 листопада 1987) — американський науковець-механік, професор прикладних наук Колумбійського університету, лауреат президентської медалі «За заслуги» 1946 року та багатьох інших нагород і відзнак. Він відомий як механік, який зробив визначний внесок у багато галузей прикладної механіки, прикладної фізики та інженерних наук.

## Життєпис
У 1924 році вступив до Колумбійського університету, де у 1928 здобув ступінь бакалавра у 1931 році. І у 1932 році був нагороджений медаллю Ілліга (англ. Illig Megal) «за компетентність у науці». Під час навчання в аспірантурі взяв участь у серії літніх курсів, організованих С. Тимошенком у 1933—1935 роках і без сумніву досвід, набутий ним в Мічиганському університеті утвердив зроблений вибір справою цілого його життя..
У своїй докторській дисертації Міндлін поставив перед собою фундаментальну проблему з теорії пружності: визначення напружень в пружному напівпросторі за прикладеного точкового навантаження. Отриманий результат, що тепер називають «розв'язком Міндліна», став узагальненням двох класичних рішень XIX століття Кельвіна і Буссінеска. Результати дослідження стали основою для аналітичних залежностей, що широко використовуються в геотехнічній інженерії. Стаття з результатами роботи була опублікована в журналі «Physics» (тепер — «Journal of Applied Physics») у 1936 році, у році, коли Міндлін отримав ступінь доктора філософії.
У 1936—1938 роках працював асистентом, потім у 1938—1940 роках викладачем з цивільного будівництва, з 1940 року отримав підвищення до доцента (англ. assistant professor) Колумбійського університету.
У 1942 році був долучений до Лабораторії прикладної фізики у Сілвер-Спринг (штат Меріленд), де займався розробленням військово-морських боєприпасів (учасник створення неконтактного підривника — одного з найвагоміших наукових досягнень у військовій галузі). За ці роботи був нагороджений Президентською медаллю «За заслуги».
Він повернувся до Колумбійського університету в 1945 році, обійняв посаду доцента, через два роки отримав звання професора. У 1967 році його було призначено на посаду професора прикладних наук. У відставці з 1975 року. Згодом кафедрою цивільного будівництва та інженерної механіки було засновано Лекцію Міндліна на честь вшанування його піонерського внеску в галузі прикладної механіки.
Помер Реймонд Міндлін 22 листопада 1987 в Гановері (штат Нью-Гемпшир) у віці 81 року.

## Нагороди і звання
- Національна наукова медаль США (1979)
- Президентська медаль «За заслуги» (1946) (найвища цивільна нагорода Другої світової війни)
- Член Національної інженерної академії (1966)
- Член Національної академії наук (1973)
- Член Американської академії мистецтв і наук (1958)
- Науковий співробітник, ASME (1962), почесний член ASME (1969)
- Член Американського акустичного товариства (1963)
- Почесний доктор Північно-Західного університету (1975)
- ASCE[en]: Премія Вальтера Губера за наукові дослідження в галузі цивільної інженерії[en] (1958) і медаль Кармана (1961)
- ASME: медаль Тимошенка (1964) і медаль ASME (1976)
- ASA: Трент-Креде премія (1971)
- Премія за розвиток військово-морської техніки (1945)
- Соєрівська премія (1967)
- Колумбійський університет: премія Великий Учитель (1960) і Медаль Еглестона[ru] (1971)